# Kék magtörő
A kék magtörő (Passerina caerulea) a madarak osztályának verébalakúak (Passeriformes) rendjébe és a kardinálispintyfélék (Cardinalidae) családjába tartozó faj.

## Rendszerezése
A fajt Carl von Linné svéd természettudós írta le 1758-ban, a Loxia nembe Loxia caerulea néven. Sorolták a Guiraca nembe Guiraca caerulea néven is.

## Alfajai
- Passerina caerulea caerulea (Linnaeus, 1758)
- Passerina caerulea chiapensis (Nelson, 1898)
- Passerina caerulea deltarhyncha (van Rossem, 1938)
- Passerina caerulea eurhyncha (Coues, 1874)
- Passerina caerulea interfusa (Dwight & Griscom, 1927)
- Passerina caerulea lazula (Lesson, 1842)
- Passerina caerulea salicaria (Grinnell, 1911)[2]

## Előfordulása
Kanada, az Amerikai Egyesült Államok, Mexikó, a Bahama-szigetek, Belize,  a Kajmán-szigetek, Costa Rica, Guatemala, Honduras, Nicaragua, Panama, Salvador, Kuba, Haiti, Puerto Rico, a Turks- és Caicos-szigetek, Ecuador és Kolumbia területén honos.
Természetes élőhelyei a szubtrópusi és trópusi síkvidéki esőerdők és cserjések, valamint másodlagos erdők. Vonuló faj.

## Megjelenése
Testhossza 19 centiméter, szárnyfesztávolság 28 centiméter, testtömege 26-31 gramm.
|  |  |

## Szaporodása
Fészekalja 3-4 tojásból áll.

## Természetvédelmi helyzete
Az elterjedési területe rendkívül nagy, egyedszáma pedig stabil. A Természetvédelmi Világszövetség Vörös listáján nem fenyegetett fajként szerepel.